# Orde van de Kroon van Tunesië
De Orde van de Kroon van Tunesië, in het Arabisch "Nishan et-Taj et-Tunisi نيشان التاج التونسي", werd in 1956 door de bey van Tunesië Muhammad al-Amin ingesteld.
De monarchie werd in 1959 afgeschaft en de ridderorden van de koning werden opgeheven.
De orde heeft de gebruikelijke vijf graden gekend.
- Grootlint
- Grootofficier
- Commandeur
- Officier
- Ridder

Ridderorden van de bey en van het koninkrijk
De Huisorde van de Husainid · De Orde van het Bloed · De Orde van het Fundamentele Verbond · De Orde van de Glorie · De Orde van Abdu'l-Kedir · De Orde van Nazir · De Orde van de Kroon van Tunesië · De Orde van Onafhankelijkheid
Ridderorden van de republiek

De Orde van Onafhankelijkheid · De Orde van de Republiek · De Nationale Orde van Verdienste  · 
De Orde van Culturele Verdienste · 
De Orde van Ambachtelijke Verdienste · 
De Orde van Verdienste voor de Landbouw · 
De Orde van Verdienste voor het Onderwijs · 
De Orde van de Ingenieurs · 
De Orde van Maritieme Verdienste · 
De Orde van de 7e November · 
De Orde van Sportieve Verdienste · 
De Orde van Academische Verdienste · 
De Orde van Loyaliteit en Sacrifice
Zie ook: Ridderorden in Tunesië